# OpenH264
OpenH264는 H.264/MPEG-4 AVC 포맷으로 비디오 스트림을 실시간 인코딩, 디코딩하기 위한 자유 소프트웨어 라이브러리이다. Simplified BSD License로 배포되었다.

## 역사

### 자유 이용 바이너리로의 전환
2013년 10월 30일, 시스코 시스템즈의 Rowan Trollope는 시스코가 OpenH264라는 이름의 H.264 비디오 코덱의 바이너리와 소스 코드를 BSD허가서로 공개할 것이며 시스코의 미리 컴파일된 바이너리를 사용하는 모든 소프트웨어 프로젝트를 대상으로 MPEG LA를 직접 사용하기 위한 모든 로열티를 지불할 것이라고 발표하였다. (그러므로 시스코의 OpenH264 바이너리는 자유로이 사용이 가능하게 되었다) 그러나 바이너리 대신 시스코의 소스 코드를 사용하는 모든 소프트웨어 프로젝트는 MPEG LA에 대한 로열티 전부를 직접 구매할 책임이 법적으로 있다.
현재의 대상 CPU 아키텍처는 x86과 ARM이며, 현재의 대상 운영 체제는 리눅스, 윈도우 XP 이상, macOS, 안드로이드이다. iOS는 이 목록에서 제외되었는데 그 이유는 애플리케이션들이 인터넷으로부터 바이너리 모듈을 페치(fetch)하고 설치하는 것을 허용하지 않기 때문이다.
OpenH264의 소스 코드가 2013년 10월에 이미 존재했고 시스코 제품에 내부적으로 사용되었으나 시스코는 즉시 OpenH264 코덱을 게시하지는 않았다. 그 이유는 발표에 따르면 오픈 소스 대상이 아닌 다른 시스코 코드의 의존성으로부터 이를 분리시키고 동일 코드를 사용하는 다른 시스코 제품들을 위험에 빠트릴 수 있는 제로 데이 보안 취약성이 없으면서 필요한 모든 법적 과정이 완수됨을 보장할 필요가 있었기 때문이다.
시스코는 2013년 12월 9일 OpenH264의 소스 코드를 게시하였다.

### 파이어폭스에서의 지원
시스코의 자유 이용 발표 당일인 2013년 10월 30일, 모질라의 브렌던 아이크는 플랫폼 코덱을 사용하지 못하는 파이어폭스에 H.264 지원을 추가하기 위해 시스코의 바이너리를 파이어폭스의 차기 버전에 사용할 것이라는 글을 썼다. 2014년 10월, 모질라는 OpenH264를 지원하는 최초의 메이저 릴리스인 파이어폭스 33을 런칭하였다.

## 기능
OpenH264는 WebRTC 등 실시간으로 동영상을 인코딩하고 디코딩하는 일이 필요한 애플리케이션에 사용되도록 설계되었다.

## 같이 보기
- MPEG-4
- 오픈 소스 코덱 목록